# Baia di Baku

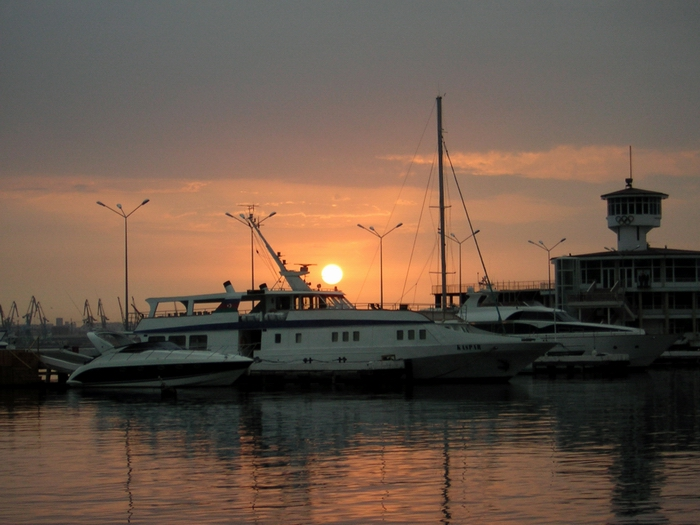
Yacht Club nella baia di Baku.

La baia di Baku è un porto naturale di Baku e sito del locale yacht club, situata nella costa est della penisola Absheron in Azerbaigian. 

## Caratteristiche
Ha una superficie di circa 50 km² ed una costa lunga circa 20 km. La baia è delimitata a est dal Capo Sultan e a sud-ovest. Le isole di Qum, Dash Zira e Boyuk Zira sono al largo in direzione sud e sud-est. Queste isole fanno parte dell'arcipelago di Baku.
Durante forti tempeste con venti elevati, le onde possono raggiungere un'altezza di circa 1,5 m.